# Удалова, Ирина Григорьевна
Ирина Григорьевна Удалова (18 декабря 1949, Николаевск-на-Амуре, Хабаровский край, РСФСР — 12 октября 2016) — советская и российская оперная певица (лирико-драматическое сопрано), заслуженная артистка России (1995).

## Биография
Окончила Кишинёвский институт искусств (класс Е. Заплечной), в 1978 году — отделение сольного пения государственной консерватории им. Г.Музическу Молдавской ССР.
Выступала на сцене Ашхабадского государственного театра оперы и балета имени Махтумкули.
С 1985 года солистка Большого театра, где исполняла ведущие партии.
Похоронена на Перепечинском кладбище.

## Награды и звания
- Заслуженная артистка Российской Федерации (27 января 1995) — за заслуги в области искусства

## Роли в театре
- Сабурова («Царская невеста» Н. Римского-Корсакова)
- Лиза («Пиковая дама» П. Чайковского)
- Эмма, Сусанна («Хованщина» М. Мусоргского)
- Марья («Зори здесь тихие» К. Молчанова)
- Татьяна, Ларина, Няня («Евгений Онегин» П. Чайковского)
- Войслава («Млада» Н. Римского-Корсакова)
- Иоанна («Орлеанская дева» П. Чайковского)
- Феврония («Сказание о невидимом граде Китеже и деве Февронии» Н. Римского-Корсакова)
- Амелия («Бал-маскарад» Дж. Верди)
- Маргарита («Фауст» Ш. Гуно)
- Леонора («Трубадур» Дж. Верди)
- Фата Моргана («Любовь к трем апельсинам» С. Прокофьева)
- Эуджения («Прекрасная мельничиха» Дж. Паизиелло
- Наташа («Русалка» А. Даргомыжского)
- Бабуленька («Игрок» С. Прокофьева, первая редакция)
- Турандот («Турандот» Дж. Пуччини)
- Бобылиха («Снегурочка» Н. Римского-Корсакова)
- Голос Золотого петушка («Золотой петушок» Н. Римского-Корсакова)
- Хозяйка гостиницы («Огненный ангел» С. Прокофьева) — первая исполнительница в Большом театре
- Аксинья («Леди Макбет Мценского уезда» Д.Шостаковича)
- Няня («Дети Розенталя» Л. Десятникова) — первая исполнительница
- Тетя Чио-Чио-сан («Мадам Баттерфляй» Дж. Пуччини)
- Перонская («Война и мир» С. Прокофьева)
- Первая баба («Борис Годунов» М. Мусоргского)
- Марианна Ляйтметцерин («Кавалер розы» Р. Штрауса)
- Аннина («Травиата» Дж. Верди)
- Бабушка («История Кая и Герды» С. Баневича)
- Хозяйка корчмы («Борис Годунов» М. Мусоргского)
- Каторжница («Катерина Измайлова» Д. Шостаковича)